# Хрустальненский горно-обогатительный комбинат

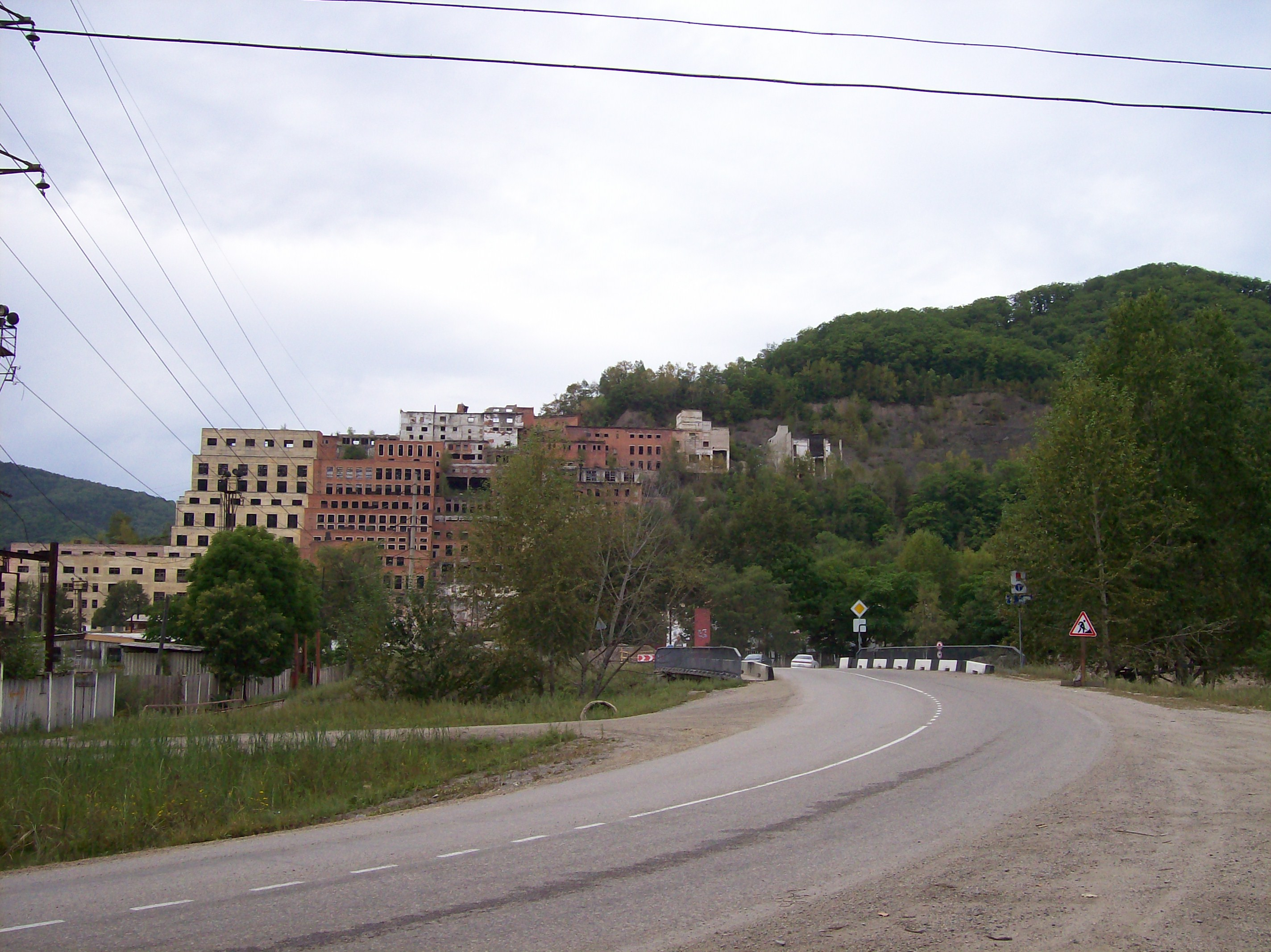
Руины ХГОКа, посёлок Фабричный

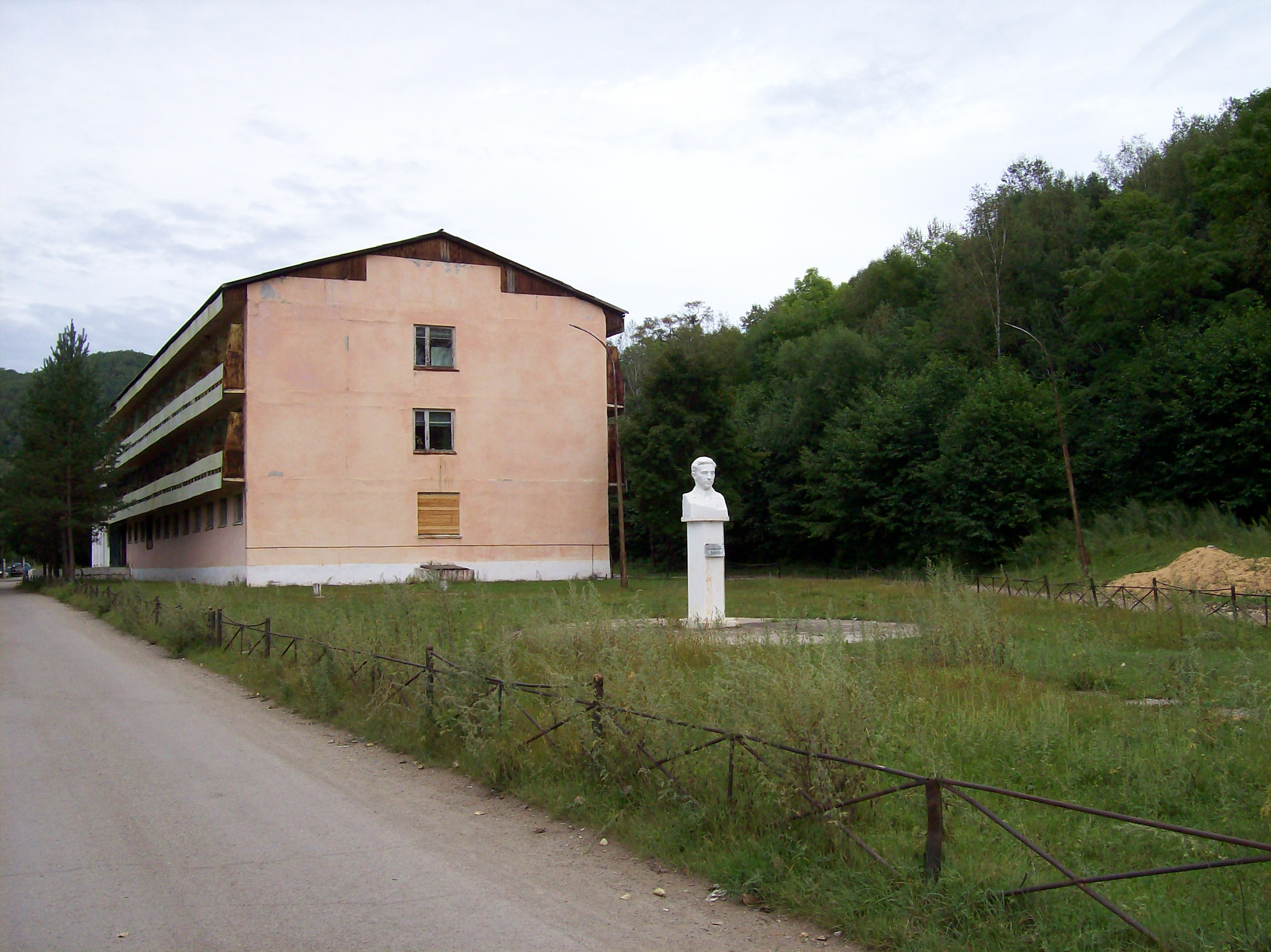
Бюст Герою Социалистического Труда, бригадиру проходчиков ХГОКа Бойко М. Н.
На заднем плане — заброшенный дом отдыха «Горняк»

Хрустальненский горно-обогатительный комбинат (ХГОК) (1942—1992) — предприятие по добыче и обогащению полиметаллической руды в посёлке городского типа Кавалерово Приморского края (Россия):
В 1944 году Постановлением СНК СССР на базе рудников Лифудзин (позднее Центральный) и Хрустальный было создано предприятие № 501 «Главолово». В 1954 году предприятие преобразовано в ХГОК.
В советские годы ХГОК давал около 30 % всего добытого олова в стране.

## История
Началось всё с открытия в 1930-е годы в долине реки Лифудзин экспедицией Г. П. Воларовича месторождений касситерита (оловянного камня). Началом этих исследований послужили наблюдения Фёдора Силина. Во время войны добыча олова велась старательским способом. После войны в посёлке Лудье началось строительство обогатительной фабрики. Первый пуск обогатительной фабрики № 1 (ЦОФ) состоялся 6 ноября 1948 года. По мере развития предприятия и наращивания сырьевой базы последовало и увеличение мощностей и строительство новых очередей фабрики. Центральная обогатительная фабрика являлась одним из крупнейших в стране предприятий по обогащению оловянной руды. Обогащение сырья велось флотационным методом (процесс контролировался при помощи современных на то время электронно-вычислительных машин) и гравитационным способом (концентрационные столы, сепараторы). С рудника «Юбилейного» руда на ЦОФ поступала при помощи автосамосвалов Tatra и БелАЗ-540 грузоподъемностью 27 тонн, но грузили по 35 тонн. Обогатительная фабрика № 2 была построена в 1948 году для обогащения руды, добывавшейся старательскими артелями на руднике «Центральный». В начале 1960-х годов была проведена реконструкция фабрики. Но бо́льшую часть руды с «Центрального» по канатной дороге (демонтирована в начале 1990-х гг.) доставляли на ЦОФ. В 1970 году к комбинату перешли рудники и фабрики бывшего комбината «Дальолово». Была реконструирована фабрика в посёлке Высокогорск.
Комбинат разрабатывал восемь рудников: «Центральный» (пос. Рудный), «Хрустальный» (пос. Хрустальный), закрыт в 1970-е годы, «Силинский», «Высокогорский» (пос. Высокогорск), «Юбилейный», «Арсеньевский», «Таёжный», «Молодёжный» (Красноармейский район). После распада комбината ООО «Станум» разрабатывало месторождение «Искра». Комбинат располагал четырьмя обогатительными фабриками, имелась геологоразведочная партия. На Хрустальненском ГОКе впервые в стране применялись новые технологии по добыче и обогащению олова, часто эти технологии разрабатывались на самом ГОКе.
Основные месторождения, эксплуатируемые ХГОК:
- Арсеньевское;
- Верхнее;

Начало исследованию месторождения положили геологи «Дальолово» в 1950 году. Большого промышленного значения месторождение не имеет.
- Высокогорское;

Первые исследования месторождения относятся к 1948 г. Серьезный прорыв в исследовании месторождения произошел в 1954 году, когда была обнаружена новая жила. Это позволило на протяжении нескольких лет производить самое дешевое в СССР олово. В настоящее время месторождение не исчерпало своих возможностей.
- Дубровское;

Поисковые работы на месторождении начаты в 1942 году. За годы проведения разведочных работ на месторождении отработали экспедиции нескольких институтов: ВИМС (1944—1945), Гипроникель (1948—1949), ЦИИИОлово (1949—1952), ИГЕМ АН СССР (1954—1957), ДВГИ (1957—1958, 1970-е), ДВИМС (1970-е).
- Искра;
- Перевальное;
- Силинское;

Открыто проспектором Фёдором Андреевичем Силиным в 1936 году. Первые разведочные работы начались с 1937 года сотрудниками комбината «Сихали». В 1940 г. работала экспедиция ДВГУ, в 1950-е проводилась дополнительная разведка месторождения с целью подтверждения статуса промышленного. С 1951 по 1959 непрерывно проводились геологоразведочные работы, что позволило подсчитать промышленные запасы олова, свинца и цинка.
- Хрустальное[3]

В 1940 году установлено наличие полиметаллических руд в верховьях ключа Хрустального, притока р. Кавалеровки, впадающей в р. Зеркальную. С 1942 года на месторождении начата добыча олова силами старательской артели, которая продолжалась до организации государственного рудника в 1948 г. В 1948 −1949 г.г. на месторождении проводились геологические работы партией института «Гипроникель». Особый вклад в разведку месторождения внесли Левицкий О. Д., Дубровский В. Н. и Бойко М. Н.

## Дальнейшая судьба
После развала предприятия на его месте работала ОАО «Хрустальненская оловодобывающая компания». К тому времени уже были закрыты некоторые рудники комбината и фабрики (кроме ЦОФ) как нерентабельные. В последние годы ООО «Станум» разрабатывало месторождение «Искра». И без того шаткое производство было остановлено в 2001 году из-за понижения цен на олово и банкротства «Станума». Оставшееся оборудование демонтировали и вывезли, всё остальное растащили. Сейчас на месте фабрик и рудников стоят разрушающиеся здания, представляющие опасность. Также имеется большое хвостохранилище в п. Фабричном. Отдельные здания рудников были выкуплены предпринимателями.
Сейчас в Кавалеровском районе крупного производства нет. ХГОК был единственным градообразующим предприятием.

### Рудник Силинский
Во времена Хрустальненского ГОКа на Силинском руднике добывалась оловянная руда. После развала ХГОКа был заброшен.
Силинское месторождение полиметаллов ОАО «Дальполиметалл» получил в сентябре 2007 года. С началом кризиса проект возобновления работ на руднике был заморожен. Летом 2011 года был проведен комплекс геологоразведочных работ, уточнили запасы рудных тел и был построен вахтовый посёлок для горняков. В 2012 году началась врезка новой штольни. В планах — построение дороги для рудовозов. Силинское месторождение является небольшим. Запасы руды по категории B+Q оцениваются в 318 тыс. тонн, запасы свинца и цинка составляют 13,9 тыс. и 18,3 тыс. тонн соответственно. Кроме того, по категории С2 запасы свинца, цинка, серебра и кадмия оцениваются соответственно в 5 тыс. тонн, 7,3 тыс. тонн, 39,8 тонны и 104,6 тонны. На месторождении может добываться до 60 тыс. тонн руды в год, а запасов без доразведки хватит на 5-10 лет.

### Хвостохранилище в посёлке Фабричном
После закрытия ЦОФ в пос. Фабричном осталось большое хвостохранилище. Жители находящиеся в непосредственной близости от него, жалуются, что сильные ветра разносят пыль по посёлку. В отходах фабрики содержится немало олова, меди, индия, серебра, цинка и т. д. Переработкой и рекультивацией хвостохранилища займётся зарегистрированное в Кавалерово российское ООО «Приморская горнодобывающая компания». Его учредители — кавалеровское ЗАО «Поиск» (50 %) и два физических лица, жители посёлка Кавалерово. А инвестором проекта, отвечающим также за поставку технологий и оборудования для новой горно-обогатительной фабрики, за поставку иностранных специалистов, выступает ООО «Пять звёзд», зарегистрированное в том же посёлке. В первую очередь будет извлекаться олово, медь и драгметаллы. Пески с хвостов будут возить на переработку на новую фабрику, а продукты отходов от деятельности фабрики будут складировать в новое хвостохранилище, также расположенное на удалении от посёлка. Пески, таким образом, переместят, пропустив через фабрику, в другое место, удалённое от посёлка. А на старых участках, где лежали пески, останется чистая земля. Важное условие проекта — непременная рекультивация кавалеровских хвостохранилищ. Причём будет использована новая технология рекультивации, применяемая в мире: над хвостами натягивается сетка, сверху насыпают небольшой слой земли — и через 2—3 года на нём появляется растительность. На фабрике будет создано 300 рабочих мест. Запасов олова в хвостохранилище предположительно 32 тыс. тонн — чего хватит на 15 лет работы. Стоимость обогатительной фабрики с оборудованием приблизительно 5 млн долларов. Будет установлено около 300 концентрационных столов, через которые начнут промывать пески, в производстве будут использованы лишь песок и вода. Мощность — миллион тонн в год, что сравнимо со старой Хрустальненской фабрикой. Фабрика будет отдалена от посёлка на 2 км как и новое хвостохранилище. Хрустальненский ГОК развалился потому, что стоимость олова составляла всего 3,5 тыс. долларов за тонну. Сегодня стоимость тонны олова на мировом рынке — 25 тыс. долларов. Благодаря китайским инвесторам и российским компаниям «Приморская горнодобывающая компания» и ЗАО «Поиск» в районе возродится горнорудная промышленность. Закончилась переработка.